# Rada Lysenko
Rada Lysenko (em ucraniano:  Рада Лисенко) (Khorol, 10 de julho de 1921 — 11 de janeiro de 2021) foi uma pianista ucraniana, pedagoga, Artista do Povo da Ucrânia e neta de Mykola Lysenko.

## Carreira
Ela formou-se no Conservatório de Kiev depois da guerra, onde Abram Lufer foi seu professor. Durante a Segunda Guerra Mundial, ela foi transferida para a Alemanha, de onde emigrou para Lviv. Mais tarde, foi-lhe concedida uma residência em Moscovo, onde realizou o seu concerto popular chamado Vitry buini. Integrou o júri do Concurso Internacional de Música desde 1962 e aos 91 anos ainda se apresentava e dava aulas no mesmo conservatório.